# Histiopterus
Histiopterus is een monotypisch geslacht van straalvinnige vissen uit de familie van de harnashoofdvissen (Pentacerotidae). Het geslacht is voor het eerst wetenschappelijk beschreven in 1844 door Temminck & Schlegel.

## Soort
- Histiopterus typus Temminck & Schlegel, 1844